# 영풍 월호리 마애석불좌상
영풍 월호리 마애석불좌상(榮豊 月呼里 磨崖石佛坐像)은 대한민국 경상북도 영주시에 있는 석불이다. 1991년 5월 14일 경상북도의 문화재자료 제243호로 지정되었다.

## 개요
경상북도 영주시 문수면 아산리에 있는 불상으로, 독립된 바위의 동쪽면에 세밀한 부분이 보이지 않을 정도로 얕게 조각되어 있다.
머리에는 작은 소라 모양의 머리칼을 붙여 놓았으며, 눈·코·입은 윤곽이 희미하고 짧은 목에는 3줄의 삼도(三道)가 뚜렷하다. 옷은 왼쪽 어깨에만 걸치고 있는데, 왼쪽 어깨에서 오른쪽 배부분으로 부드러운 반원형의 옷주름을 표현하였다. 왼손은 자연스럽게 펴서 배 아래부분에 대고 있으며, 오른손은 손바닥이 밖을 향하도록 들어서 오른쪽 가슴 윗부분에 대고 있다.
전체적인 모습으로 보아 신라말 혹은 고려초에 만들어진 것으로 추정된다.

## 참고 자료
- 영풍월호리마애석불좌상 - 국가유산청 국가유산포털